# Anton Andreew
Anton Andreew (* 1993 in Berlin) ist ein deutscher Schauspieler.

## Leben
Andreew wurde im Ost-Berliner Stadtteil Pankow geboren. Von 2008 bis 2011 war er Schauspieler im Jugendtheaterensemble Jugendgruppe P14 an der Volksbühne am Rosa Luxemburg-Platz in Berlin. 2011 trat er am bat-Studio-Theater in Berlin auf. Von 2012 bis April 2016 absolvierte er seine Schauspielausbildung an der Universität Mozarteum in Salzburg.
Während seines Studiums trat Andreew regelmäßig im Theater im Kunstquartier Salzburg auf. Er spielte dort u. a. Basini in Die Verwirrungen des Zöglings Törleß (2012–2013), Ruprecht in Der zerbrochne Krug (2014), Liam in Waisen von Dennis Kelly (2014/15), Mordred in Camelot, sowie in den Stücken Camp Herzl (2015) und Weltrettungauftrag (2015). Die Inszenierung von Camelot erhielt 2015 den Ensemblepreis beim Theatertreffen Deutschsprachiger Schauspielstudierender in Bochum.
Im Sommer 2016 übernahm er bei den Freilichtspielen Schwäbisch Hall die Rolle des Momo in Monsieur Ibrahim und die Blumen des Koran. 2016/17 war er am Jungen Staatstheater Braunschweig engagiert. 
Von 2019 bis 2020 hatte er ein Engagement am Mittelsächsischen Theater in Freiberg, darauf folgte ein Engagement am Theater Dortmund. Seit der Spielzeit 2022 ist er festes Ensemblemitglied am Theater Magdeburg.
Andreew wirkte auch in einigen Film- und Fernsehproduktionen mit. Er hatte eine Nebenrolle in dem Spielfilm Desire Will Set You Free (2015) von Yony Leyser, der 2015 beim Filmfestival Max Ophüls Preis lief.
In der 9. und 10. Staffel der ZDF-Serie Der Bergdoktor war Andreew in einer wiederkehrenden Seriennebenrolle als Lukas Jäger zu sehen. Er spielte den an einer Borderline-Persönlichkeitsstörung leidenden Sohn der Versicherungsagentin Rike Jäger (Regula Grauwiller), der „neuen Liebe“ des Bergdoktors Martin Gruber (Hans Sigl). In der 5. Staffel der TV-Serie In aller Freundschaft – Die jungen Ärzte (2019) hatte er eine der Episodenhauptrollen als junger Gärtner Simon Schulte, der unerwartet geerbt hat.
Andreew wirkte in Rosa von Praunheims Film Satanische Sau (2025) mit.
Er lebt in Magdeburg und Berlin.

## Filmografie
- 2014: Drei Felder Schwarz – Drei Felder Weiß (Kurzspielfilm)
- 2015: Der Metzger muss nachsitzen (Fernsehfilm)
- 2015: Desire Will Set You Free (Kinofilm)
- 2016–2017: Der Bergdoktor (Fernsehserie; Seriennebenrolle)
- 2017: Alarm für Cobra 11 – Die Autobahnpolizei (Fernsehserie; Folge: Preis der Freundschaft)
- 2018: Die Spezialisten – Im Namen der Opfer (Fernsehserie; Folge: Shenjas Rückkehr)
- 2019: In aller Freundschaft – Die jungen Ärzte (Fernsehserie; Folge: Blutsbande)
- 2021: SOKO Leipzig (Fernsehserie; Folge: Rotkäppchen)
- 2025: Satanische Sau (Fernsehfilm)
- 2025: In aller Freundschaft (Fernsehserie; Folge: Alles auf null)